# Lista de lagos da Islândia

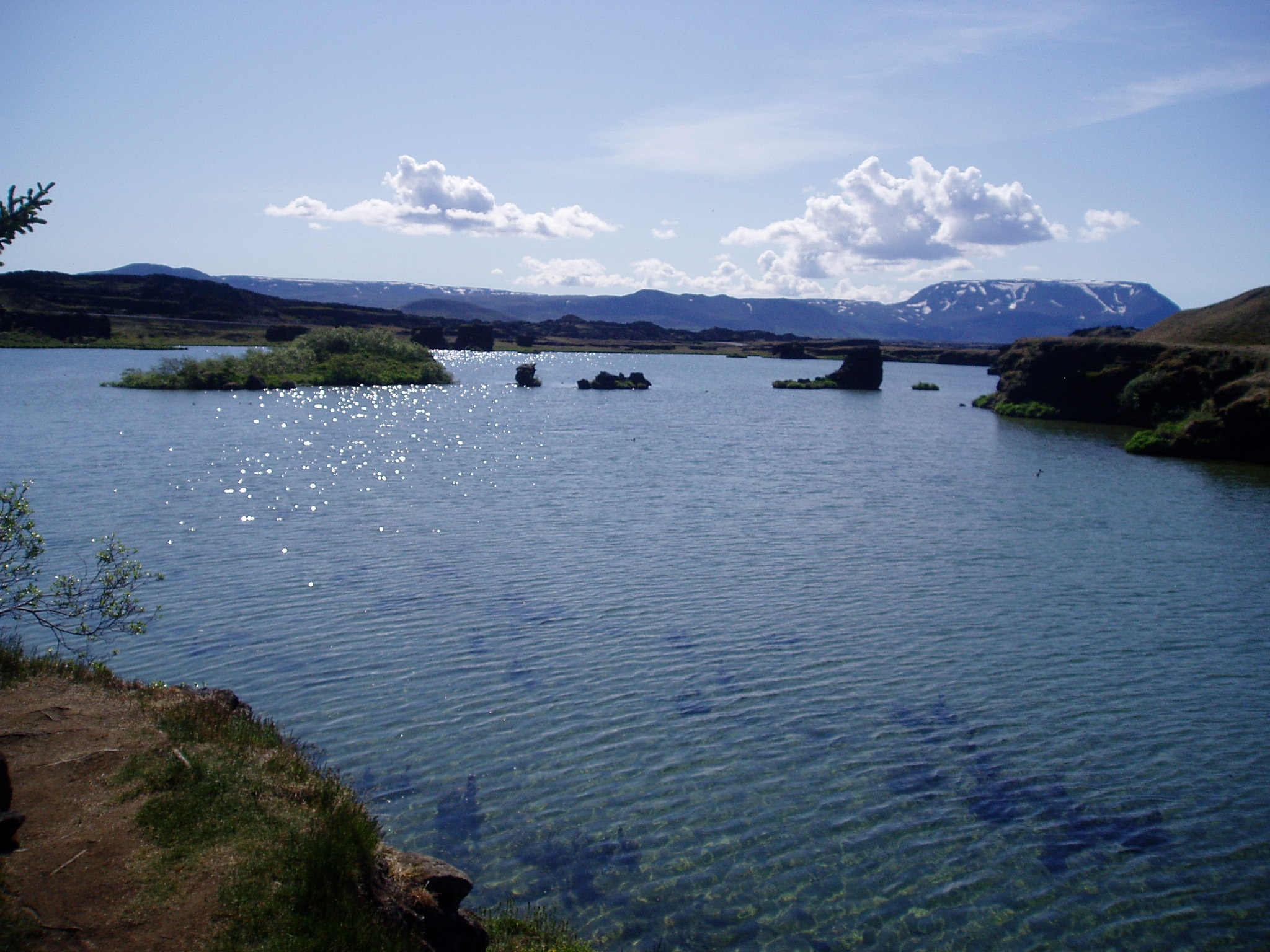
Mývatn

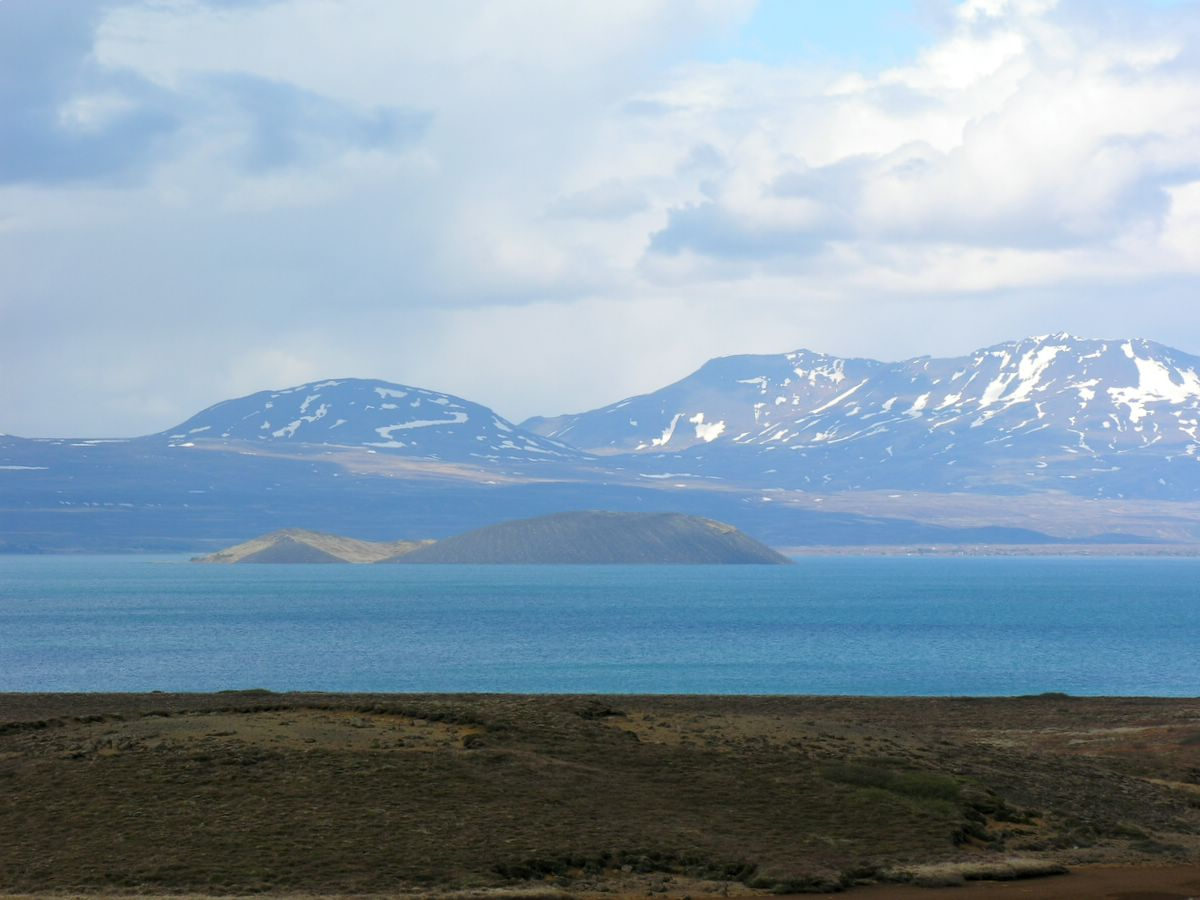
Þingvallavatn

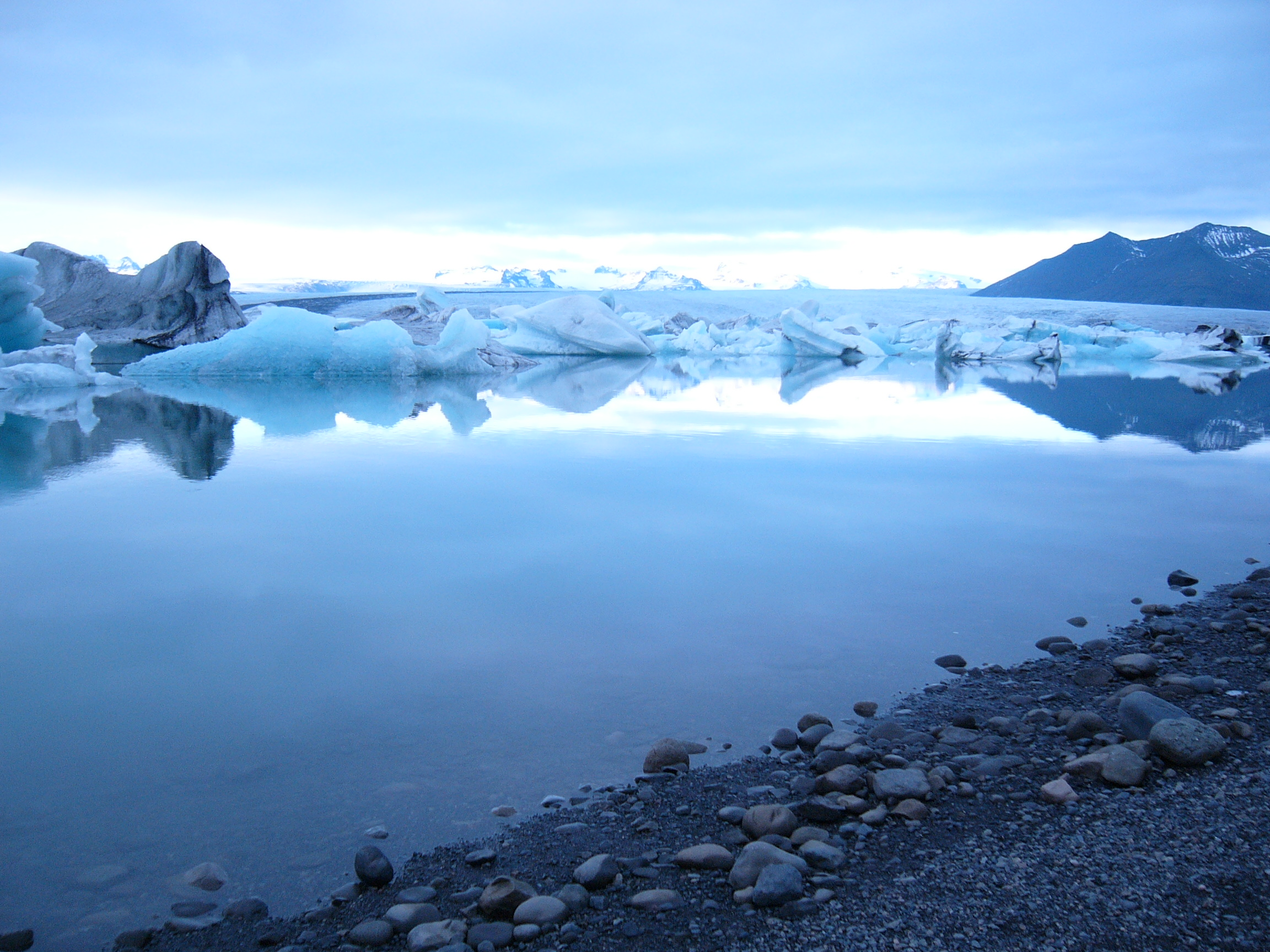
Jökulsárlón

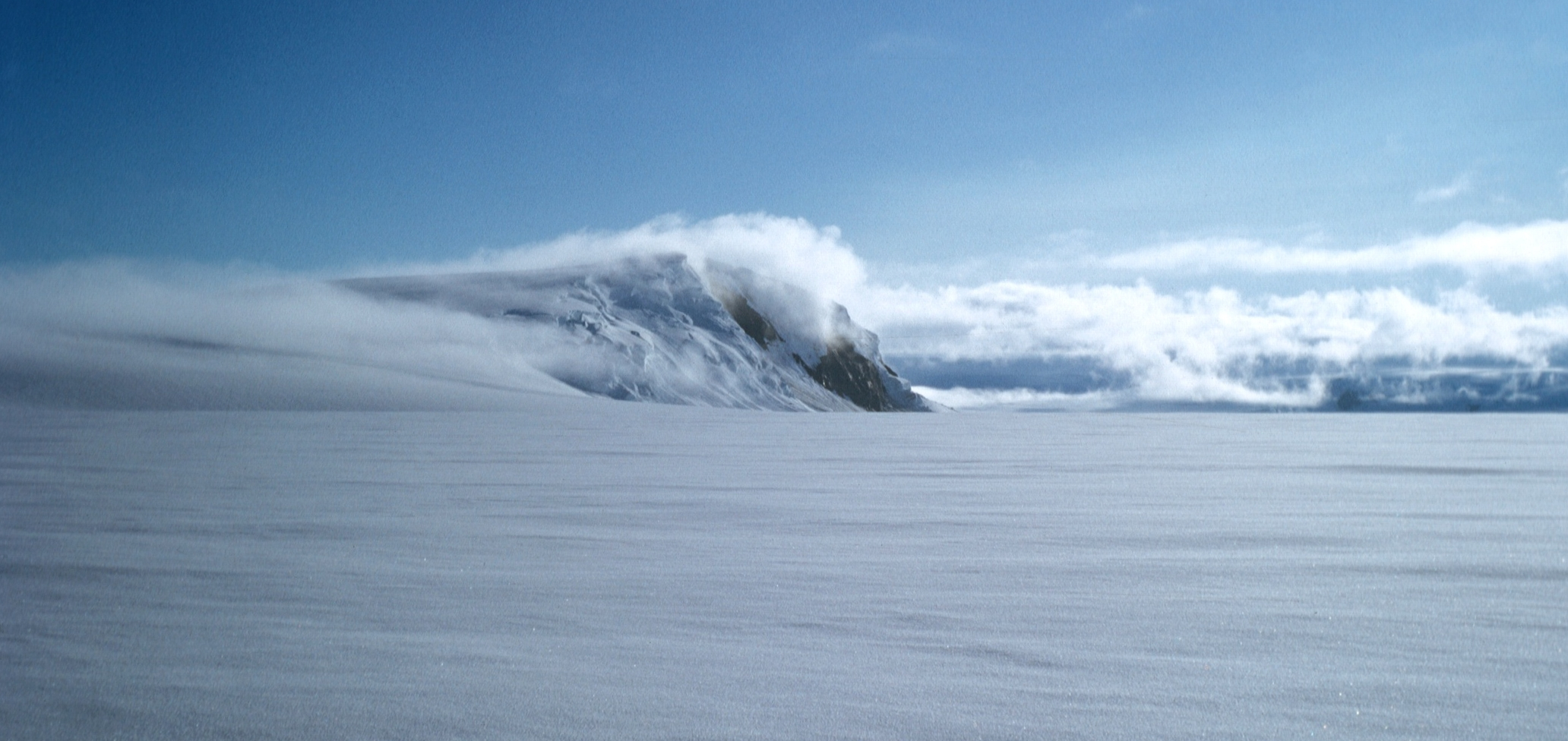
Grímsvötn

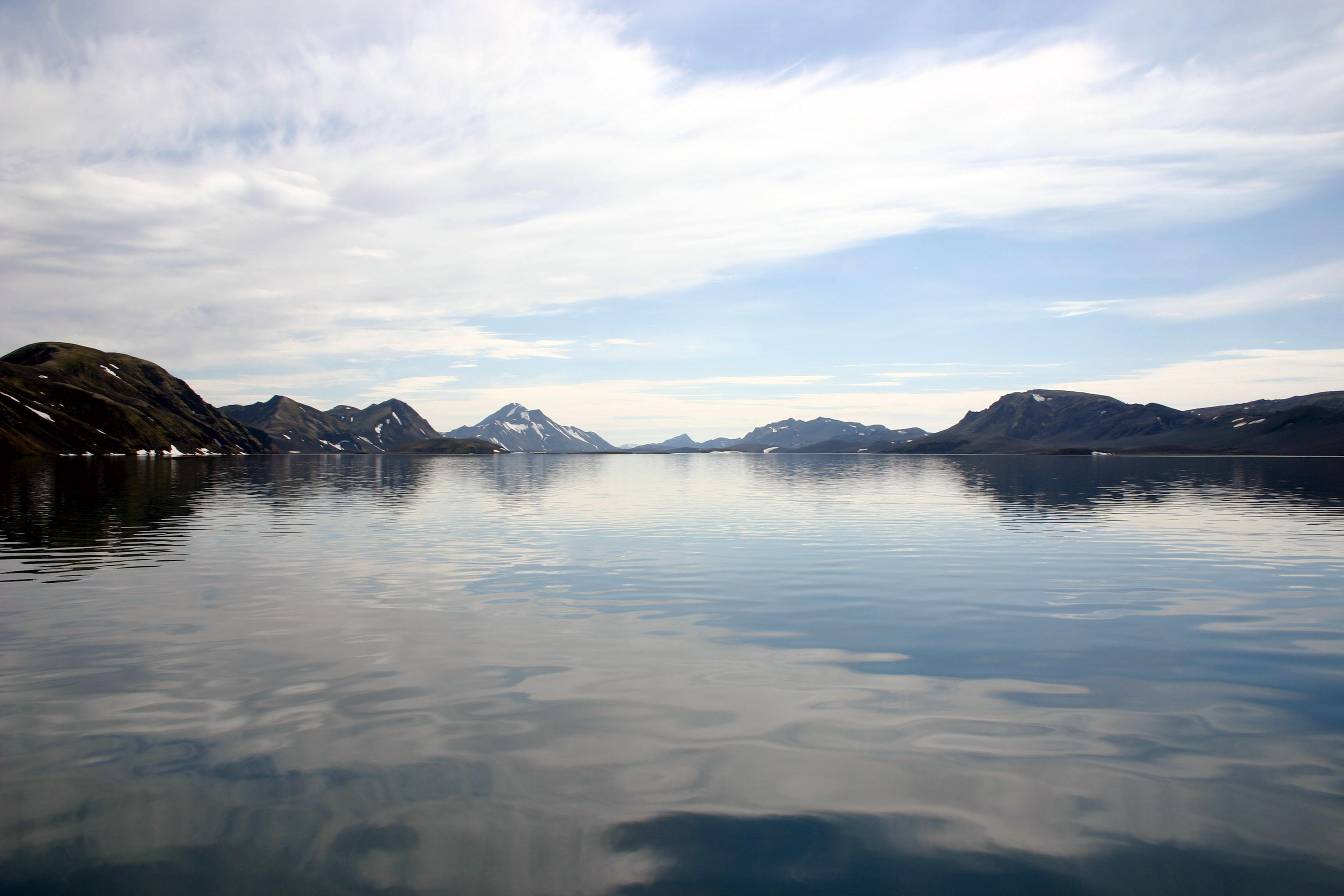
Langisjór

Esta é uma lista de lagos da Islândia, com indicação de superfície e profundidade.
Nota: Com algumas excepções apenas se indicam lagos com mais de 2,5 km² de área (1 mi²), sendo os números dados para os lagos mais pequenos pouco fiáveis. Em adição, alguns dos maiores lagos variam consideravelmente de tamanho entre as estações do ano, ou, no caso dos reservatórios, consoante as necessidades das centrais eléctricas.
Maiores lagos: (mais de 10 km²)
- Lago Thórisvatn 83-88 km², 114 m
- Lago Þingvallavatn 82 km², 114 m
- Lago Blöndulón 57 km², 39 m
- Lago Lagarfljót (Lögurinn) 53 km², 112 m
- Lago Mývatn 37 km², 4.5 m
- Lago Hóp 29-44 km² (dependendo da maré), 8.5 m
- Lago Hvítárvatn 30 km², 84 m
- Lago Langisjór, 26 km², 75 m
- Lago Kvíslavatn, 20 km²
- Lago Sultartangalón, 19 km²
- Lago Jökulsárlón, 18 km², 190 m (estimativa de 1999 indica o aumento de superfície e profundidade devido ao degelo dos glaciares)
- Lago Grænalón, 18 km²

- Lago Skorradalsvatn, 15 km², 48 m
- Lago Sigöldulón, 14 km² (também conhecido como "Krókslón")
- Lago Apavatn, 13-14 km²
- Lago Svínavatn, 12 km², 39 m
- Lago Öskjuvatn, 11 km², 220 m (o mais profundo)
- Lago Vesturhópsvatn, 10 km², 28 m
- Lago Höfðavatn, 10 km², 6 m
- Lago Grímsvötn
- Lago Hestvatn

Lagos menores: (menos de 10 km²)
- Lago Litlisjór, 9.2 km², 17 m
- Lago Kleifarvatn, 9.0 km², >90 m (sensível a alterações climáticas e geológicas, o seu tamanho estava a diminuir mas começou a recuperar em 2004)
- Lago Breiðárlón, 8 km² ?
- Lago Reyðarvatn, 8.3 km²
- Lago Hítarvatn, 7.6 km², 24 m
- Lago Miklavatn, 6.6 km², 23 m
- Lago Sigríðarstaðavatn, 6.2 km²
- Lago Laxárvatn, 6.0 km²
- Lago Íshólsvatn, 5.2 km², 39 m
- Lago Úlfljótsvatn, 60 m
- Lago Langavatn, 5.1 km², 36 m
- Lago Ánavatn, 4.9 km², 24 m
- Lago Hlíðarvatn, 4.4 km², 21 m
- Lago Arnarvatn hið stóra, 4.3 km²
- Lago Þríhyrningsvatn, 4.3 km², 33 m
- Lago Hvalvatn, 4.1 km², 160-180 m
- Lago Másvatn, 4.0 km², 17 m
- Lago Fjallsárlón, 4.0 km² ?
- Lago Skjálftavatn, 4.0 km², 2.5 m
- Lago Stífluvatn, 3.9 km², 23 m
- Lago Fljótavatn, 3.9 km²
- Lago Úlfsvatn, 3.9 km²
- Lago Kálfborgarárvatn, 3.5 km²
- Lago Langavatn, 3.5 km²
- Lago Hraunhafnarvatn, 3.4 km², 3 m
- Lago Haukadalsvatn, 3.3 km², 41 m
- Lago Grænavatn, 3.3 km², 14 m
- Lago Eskihlíðarvatn, 3.3 km², 5 m
- Lago Ljósavatn, 3.2 km², 35 m
- Lago Sandvatn, 3.0 km², 4 m
- Lago Ölvesvatn, 2.8 km²
- Lago Kýlingavötn (Kýlingar), 2.5-3.0 km² (na verdade são dois lagos bastante próximos que quase formam um único corpo)
- Lago Sandvatn, 2.6 km²
- Lago Kvíslavatn nyrðra, 2.6 km²
- Lago Hraunsfjarðarvatn, 2.5 km², 80 m
- Lago Stóra-Viðarvatn, 2.5 km², 20 m
- Lago Oddastaðavatn, 2.5 km², 18 m
- Lago Frostastaðavatn, 2.3 km², >6 m
- Lago Laugarvatn, 2.1 km²
- Lago Meðalfellsvatn, 2.0 km², 19 m
- Lago Elliðavatn, 1.8 km², 7 m
- Lago Hreðavatn, 1.1 km², 20 m
- Lago Skyggnisvatn
- Lago Hvítavatn
- Lago Tjörnin